# Fentberg
Der Fentberg ist ein 807 m ü. NHN hoher Berg in der Gemeinde Valley und zugleich der Name eines Ortsteils dieser Gemeinde im oberbayerischen Landkreis Miesbach.

## Topographie
Der Fentberg bildet das nordostseitige Ende des U-förmigen Taubenbergkamms. Nach Westen führt ein Höhenweg über Nüchternbrunn bis zum höchsten Punkt des Kamms.
Südlich unterhalb liegt das Farnbachtal. An seiner Ostseite oberhalb des Mangfalltals liegt die Einöde mit gleichem Namen Fentberg.

## Einöde Fentberg
Die Einöde Fentberg liegt etwa 700 m südöstlich des Berges. Bei der Volkszählung am 25. Mai 1987 hatte sie 13 Einwohner.